# Eubazus tauricus
Eubazus tauricus är en stekelart som beskrevs av Vladimir Ivanovich Tobias 1986. Eubazus tauricus ingår i släktet Eubazus och familjen bracksteklar. Inga underarter finns listade i Catalogue of Life.